# Lanstrop
Lanstrop, Dortmund-Lanstrop – dzielnica miasta Dortmund w Niemczech, w kraju związkowym Nadrenia Północna-Westfalia, w okręgu administracyjnym Scharnhorst.